# Gabriel Roberto Estopiñán Vera
Roberto Estopiñán Vera (La Habana, Cuba, 18 de marzo de 1921 - 26 de enero de 2015) es un artista cubano.
Ha desarrollado su trabajo en las manifestaciones de escultura, dibujo y grabado.
Realizó estudios desde 1935 a 1941 en la Escuela Nacional de Bellas Artes San Alejandro, La Habana, donde su principal maestro fue el escultor Juan José Sicre. Estopiñán asistió a Sicre en la creación de varios monumentos públicos, incluyendo el de José Martí en la plaza cívica de La Habana. Estopiñán participó en la lucha urbana contra la dictadura de Batista (1952-58) como miembro del Directorio Revolucionario. Después del triunfo de la revolución en 1959, sirvió en el cuerpo diplomático en Egipto y China. En 1961, debido a su desacuerdo con el viraje marxista-leninista del régimen cubano, Estopiñán partió para el exilio. Vivió en New York hasta el 2002, desde entonces radica en Miami con su esposa la declamadora Carmina Benguria.

## Exposiciones

### Personales
Entre sus exposiciones personales se encuentran en 1949 "Esculturas de Estopiñán". Lyceum, La Habana. En 1959,"16 Monotipias". Museo Nacional de Bellas Artes, La Habana. En 1965 expone en la Hammond Gallery, Burlington, Carolina del Norte, EE. UU. En 1981 muestra su obra en el Palazzo del Turismo, Montecatini, Italia y en 1996 presenta "Roberto Estopiñán. 5 Decades of Prints/5 Décadas de Grabados". Jersey City Museum, Nueva Jersey, EE. UU.

### Colectivas
En una selección de sus exposiciones colectivas se encuentran en 1943 "Una Exposición de Pintura y Escultura Modernas Cubanas", Institución Hispano Cubana de Cultura, La Habana.En 1951 participa en "Art Cubain Contemporain", Musée National d’Art Moderne, París, Francia. En 1953 y 1955 forma parte de las muestras de la II y III Bienal do Museu de Arte Moderna de Sâo Paulo. Parque Ibirapuera, Sâo Paulo, Brasil.En 1981 se incluyen sus obras en la IV Bienal de Arte de Medellín, Museo de Arte Moderno, Medellín, Colombia. En 1996 conforma la nómina de "Paper Visions VI: A Biennial Exhibition of Works on Paper by Twenty Four Contemporary Latin American Artists" The Housatonic Museum of Art, Bridgeport, Connecticut, EE. UU.

## Premios
Entre los premios obtenidos durante su carrera se encuentran
Primer Premio. VI Salón Nacional de Pintura y Escultura, Salones del Capitolio Nacional, La Habana, en 1953
En 1955 recibe el Primer Premio en el Concurso del Colegio Provincial de Arquitectos, La Habana y en 1956 Primer Premio del VIII Salón Nacional de Pintura y Escultura, Museo Nacional de Bellas Artes, La Habana, Cuba.

## Obras en colección
Su trabajo forma parte de las colecciones de la Academia de Arte, Montecatini, Italia, del Brooklyn Museum of Art, Nueva York, EE. UU., del Detroit Institute of the Arts, Detroit, Míchigan, EE. UU., del The Esso Collection. Lowe Art Museum, University of Miami, Coral Gables, Florida, EE. UU., del Instituto Nacional de Bellas Artes, México, del Museo del Instituto de Cultura Hispánica, Madrid, España, del Museo Nacional de Bellas Artes, La Habana, Cuba, del Museo Nacional de Santo Domingo, República dominicana, del Museum of Modern Art, Nueva York, EE. UU., del Museum of Modern Art of Latin America, Washington D. C., EE. UU., del Tate Gallery, Londres, Reino Unido.Entre otras muchas.
- Datos: Q5873530